# Суюндуков, Артыкпай
Суюндуков, Артыкпай Айталиевич (род. 23 февраля 1947, Киргизская ССР) — режиссёр, сценарист, актёр. Народный артист Кыргызской Республики (2016).

## Биография
В 1978 году окончил Всесоюзный государственный институт кинематографии (мастерская С. Герасимова). По окончании института работал режиссёром на киностудии «Кыргызфильм».

## Творчество
Снял  художественные фильмы и около 15 документальных фильмов. Преподает режиссуру кино в Кыргызско-турецком университете «Манас».
26 мая 1992 года награждён Грамотой Кыргызской Республики.
27 декабря 1995 года награждён Грамотой Кыргызской Республики.
С 2004 по 2009 Артыкпай Суюндуков был Художественным руководителем короткометражных фильмов, получивших на кинофестивалях более 25 международных призов.
15 ноября 2011 года удостоен звания «Заслуженный деятель культуры Кыргызской Республики».
39 августа 2016 года был удостоен звания «Народный артист Кыргызской Республики».

 Среди награждённых есть человек, который вложил частичку своего труда в создание «кыргызского чуда» в нашем кинематографе в 70-х годах прошлого столетия. Это заслуженный деятель культуры Артыкпай Суюндуков, который удостоен звания «Народный артист Кыргызской Республики». — Алмазбек Атамбаев, 2016 год.

## Фильмография
Артыкпай Суюндуков. — Взято из Фонда развития кинематографа. Дата обращения: 21 сентября 2019.

### Художественные фильмы
- 1978 — «Среди людей» (совместно с Б. Шамшиевым);
- 1987 — «Сошлись дороги»;
- 1992 — «Плакальщица»;
- 2020 — «Шамбала»

### Документальные фильмы
- 1978 по 2005 — более 20 документальных фильмов.
- 1981 — «Зона покоя»;
- 1981 — «Память о будущем».